# Guerrero Chimalli
Guerrero Chimalli est une statue de 50 mètres de hauteur d'un guerrier mexicain indigène debout qui se trouve à Chimalhuacán, au Mexique. Il porte un bouclier (chimalli).
La construction de la statue a été terminée en 2014. Elle repose sur une base de 10 mètres de haut, portant le monument à une hauteur totale de 60 mètres. Elle est en 2019 la trente-neuvième plus haute statue au monde.